# Округ Оглејз (Охајо)
Оглејз (енгл. Auglaize County) је округ у америчкој савезној држави Охајо.

## Демографија
По попису из 2010. године број становника је 45.949, што је 662 (-1,4%) становника мање него 2000. године.
| Група             | 2000.          | 2010.          |
| Белци             | 45.553 (97,7%) | 44.625 (97,1%) |
| Афроамериканци    | 110 (0,2%)     | 132 (0,3%)     |
| Азијати           | 189 (0,4%)     | 172 (0,4%)     |
| Хиспаноамериканци | 310 (0,7%)     | 543 (1,2%)     |
| Укупно            | 46.611         | 45.949         |